# 民主联邦独立
民主联邦独立（發音：[demɔkʁat fedeʁalist ɛ̃depɑ̃dɑ̃]），简称代菲（法語：DéFI，發音：[defi] ⓘ），是比利时的一个社会自由主义、自由主义与地区主义政党，由众议院议员弗朗索瓦·德斯梅特领导，以维护布鲁塞尔及附近地区法语使用者的利益而闻名。该党在1964-2010年名为法语者民主阵线（法語：Front démocratique des francophones，FDF），2010-2015年名为法语民主主义联邦主义者（法語：Fédéralistes démocrates francophones）。目前的名称“民主联邦独立”于2016年采用，简称“DéFI”，而“défi”一词在法语中意为“挑战”。